# Caenohalictus monilicornis
Caenohalictus monilicornis är en biart som beskrevs av Johann Dietrich Alfken 1932. Caenohalictus monilicornis ingår i släktet Caenohalictus och familjen vägbin. Inga underarter finns listade.